# Tomás Plantagenet
Thomas, comte de Lancaster i Leicester (c. 1278 - decapitat a Pontfract el 22 de març de 1322) va ser un noble anglès. Membre de la Casa de Plantagenet, va ser un dels líders de l'oposició baronial al seu cosí germà, el rei Eduard II.
Fou un dels grans senyors d'Anglaterra, per les seves vastes possessions territorials, que s'estenien als cinc comtats de Lincoln, Salisbury, Lancaster, Derby i Leicèster; va ser el cap dels barons que es van revoltar contra la mala administració del rei Eduard II. En 1312 van aconseguir que el rei tallés el cap al seu favorit Gaveston. Després del desastre del rei a Bannockburn (1313), es va encarregar del comandament en cap de l'exèrcit destinat a combatre als escocesos i de la presidència del Consell de ministres: per tots dos càrrecs el rei va creure que havia adquirit excessiva importància, per la qual cosa va encarregar al comte de Warenne que l'assassinés, per aquest motiu es va revoltar obertament contra el monarca i es va aliar a Escòcia, i després d'haver tingut durant tres dies l'exèrcit reial paralitzat el van abandonar la majoria dels revoltats i va haver de rendir-se (1322).
Jutjat sumàriament, fou condemnat a mort i decapitat. El poble encara conserva el seu record, havent-se format una llegenda que el considera com el defensor dels febles contra el poder reial.

## Casament
El seu casament amb Alice de Lacy no va tenir èxit. No van tenir fills, encara que ell va tenir dos fills il·legítims. En 1317 ella va ser segrestada a la seva mansió de Canford, Dorset per Richard de St Martin, un cavaller al servei de John del comte de Surrey. Aquest incident va causar problemes feudals entre Lancaster i Surrey; Lancaster es va divorciar de la seva dona i es va apoderar de dos castells de Surrey com a represàlia. El rei Eduard va intervenir i els dos comtes van arribar a un difícil arranjament.
Encara que divorciat de la seva dona, va continuar mantenint el poder dels comtats de Lincoln i Salisbury. Això va ser degut al contracte de matrimoni que havien acordat entre les dues famílies; després de la mort del seu sogre, Thomas posseïa aquests comtats al seu propi dret, no al dret de la seva esposa.